# Molpadia hispida
Molpadia hispida is een zeekomkommer uit de familie Molpadiidae.
De wetenschappelijke naam van de soort werd in 1935 gepubliceerd door Hubert Ludwig.